# Jaleco

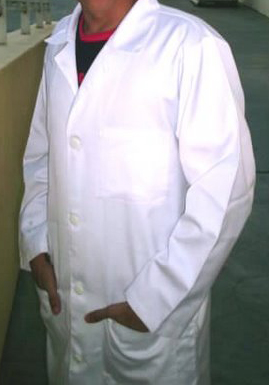
Um jaleco visto de frente, no corpo de um homem.

Jaleco, Bata, avental, guarda-pó, ou guardapó é uma peça de roupa, normalmente de tecido branco, utilizada como forma de barreira corporal em hospitais, laboratórios, fábricas, restaurantes, escolas, entre outros. Em muitos desses lugares, onde é importante haver boa higiene e assepsia, o seu uso é obrigatório. Noutros o seu uso é facultativo, caso não existam problemas reais de biossegurança.
É frequentemente usada por nutricionistas, médicos, biólogos, químicos, biomédicos, farmacêuticos, enfermeiros, fisioterapeutas, psicólogos e outros profissionais da área da pesquisa e saúde, sendo a sua imagem associada a estes profissionais. No entanto, é também utilizada por profissionais de outros grupos sociais, como cozinheiras, em trabalhos onde a higiene é fundamental - dado ser muito fácil detectar uma mancha na cor branca, fomenta uma atitude cuidadosa com o manuseamento e interacção com os materiais/pessoas, bem como a troca/substituição frequente por uma peça limpa, além de professores que lecionam em escolas onde há o quadro negro, para que o traje social não se suje, devido ao uso do giz.

## Tecidos Utilizados na Confecção

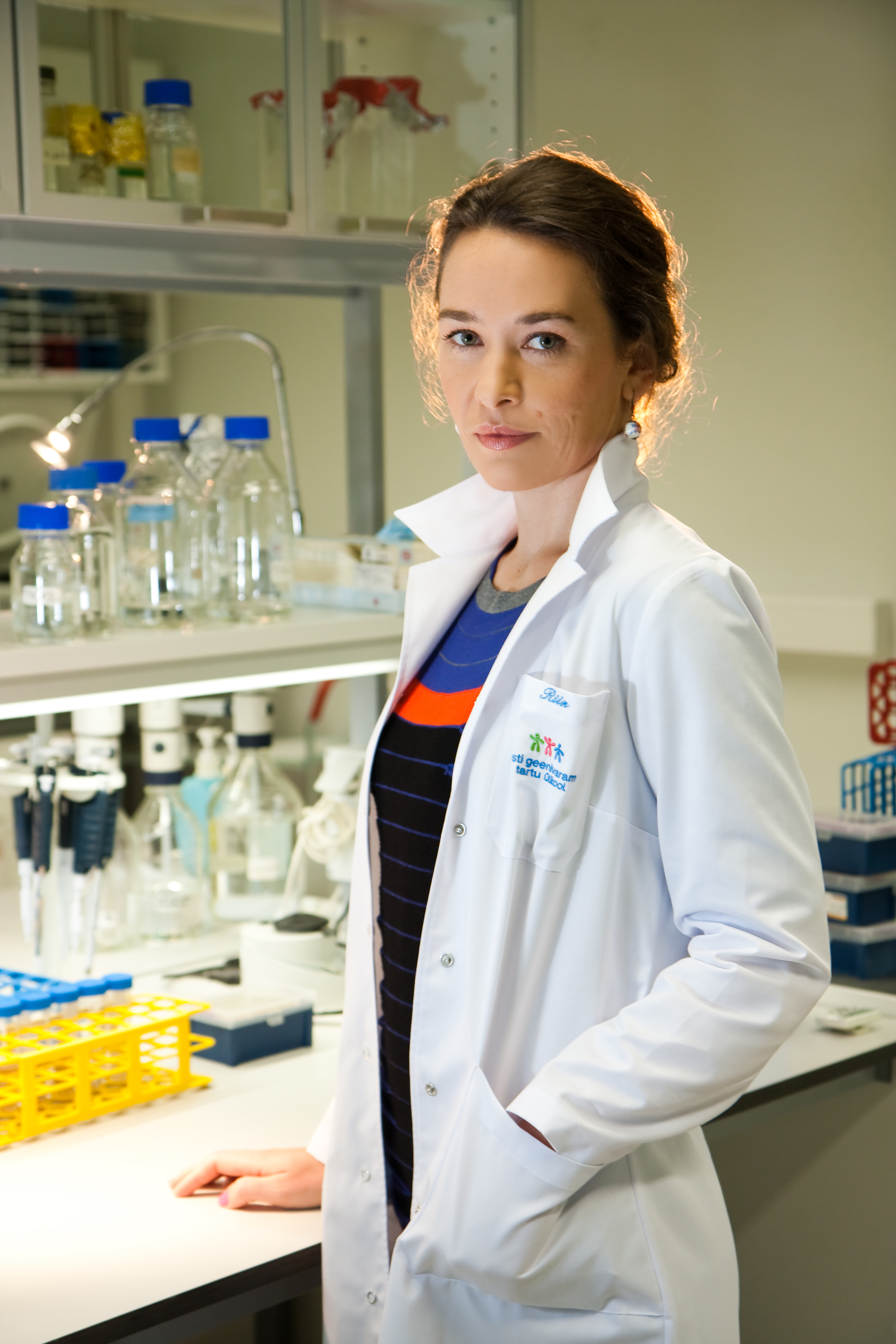

O Jaleco, seja ele para qualquer fim, pode ser confeccionado em diversos tipos de tecidos, sendo que os principais são provenientes do Algodão e Poliéster. Cada tecido tem características distintas para atender as mais variadas atividades em relação ao conforto e proteção individual. Segue alguns tipos de tecidos:

### Algodão
Proveniente do algodão temos tecidos como o Brim e outros mistos. Jalecos confeccionados de algodão são recomendados para trabalhos laboratoriais onde manuseia-se fogo, pois, tem menor propagação que o poliéster. Existem diversas composições de tecidos de algodão com tratamento anti chamas, anti estático e com impermeabilidade, disponíveis no mercado brasileiro.

### Poliéster
O poliéster é muito utilizado para confecção de Jalecos para os mais diversos áreas, tais como na medicina, culinária, ensino e atendimento. Existe uma maior gama de composições do tecido no mercado com diferentes texturas e características. Tecidos como o Gabardine, Oxford, Microfibra e outros são variantes derivadas do poliéster.

### Gabardine
A Gabardine é um dos melhores tecidos de jaleco que existem. É um tecido de poliéster que possui textura exclusiva, conforto excelente e ainda não é um tecido quente.

## Cuidados na Utilização do Jaleco
Não é recomendado que os profissionais de saúde usem jalecos fora de um ambiente de trabalho ou de estudo. Isso é uma exigência legal, pois muitos profissionais usam esse EPI em outros ambientes, e acabam elevando o risco de contaminação para outras pessoas e lugares. Em diversos estados do Brasil, existem leis que proíbem a circulação de Profissionais utilizando Jaleco fora do local de Trabalho ou estudo. Existe também a Norma Regulamentadora 32, da Anvisa, que trata da segurança e saúde no trabalho em serviços de saúde, que estabelece que “os trabalhadores não devem deixar o local de trabalho com os equipamentos de proteção individual e as vestimentas utilizadas em suas atividades laborais”.

## Jaleco do Vaqueiro (Brasil)
O jaleco usado pelos vaqueiros do nordeste brasileiro, mais especificamente pelos vaqueiros do centro da Bahia, é feito de couro de carneiro, é um tipo de colete, tem duas frentes: um lado tem a lã do couro conservada para o frio e o outro lado é de couro liso para o calor do dia.